# Purkrabský rybník a Točník
Purkrabský rybník a Točník este o arie protejată (arie specială de conservare — SAC, sit de importanță comunitară — SCI) din Republica Cehă întinsă pe o suprafață de 7,9 ha, integral pe uscat.

## Localizare
Centrul sitului Purkrabský rybník a Točník este situat la coordonatele 48°56′42″N 14°54′55″E / 48.945°N 14.915278°E.

## Înființare
Situl Purkrabský rybník a Točník a fost declarat sit de importanță comunitară în aprilie 2005 pentru a proteja 1 specie de animale. Situl a fost protejat și ca arie specială de conservare în iulie 2012.

## Biodiversitate
Situată în ecoregiunea continentală, aria protejată nu include niciun habitat protejat.
La baza desemnării sitului se află o specie protejată de  nevertebrate: Osmoderma eremita.